# Карлос Куеста
Карлос Куеста (ісп. Carlos Cuesta, нар. 9 березня 1999) — колумбійський футболіст, захисник бельгійського клубу «Генк».

## Клубна кар'єра
Народився 9 березня 1999 року. Вихованець футбольної школи клубу «Атлетіко Насьйональ». Куеста дебютував в колумбійському чемпіонаті 2 липня 2016 року в поєдинку проти клубу «Альянса Петролера», вийшовши у стартовому складі і провівши на полі весь матч. З командою став переможцем Рекопи Південної Америки 2017 року, а також виграв чемпіонат і Кубок Колумбії.
5 липня 2019 року уклав п'ятирічний контракт з бельгійським «Генком».

## Виступи за збірні
У складі юнацької збірної Колумбії до 17 років був учасником юнацького чемпіонату Південної Америки 2015 року, зіграв на турнірі три гри і забив 1 гол.
З 2017 року залучався до складу молодіжної збірної Колумбії до 20 років. У її складі брав участь у молодіжному чемпіонаті Південної Америки у 2017 та 2019 роках, зігравши 7 і 9 ігор відповідно. У другому з турнірів Куеста забив гол і допоміг своїй збірній посісти четверте місце. Цей результат дозволив команді кваліфікуватись на молодіжний чемпіонат світу 2019 року, куди поїхав і Карлос.

## Статистика виступів

### Статистика клубних виступів
| Сезон                           | Команда                         | Чемпіонат                       | Чемпіонат | Чемпіонат | Національний кубок | Національний кубок | Національний кубок | Континентальні кубки | Континентальні кубки | Континентальні кубки | Інші змагання | Інші змагання | Інші змагання | Усього | Усього | Усього |
| Сезон                           | Команда                         | Ліга                            | Ігор      | Голів     | Ліга               | Ігор               | Голів              | Ліга                 | Ігор                 | Голів                | Ліга          | Ігор          | Голів         | Ігор   | Голів  |        |
| ------------------------------- | ------------------------------- | ------------------------------- | --------- | --------- | ------------------ | ------------------ | ------------------ | -------------------- | -------------------- | -------------------- | ------------- | ------------- | ------------- | ------ | ------ | ------ |
| 2016                            | «Атлетіко Насьйональ»           | A                               | 15        | 0         | КК                 | 0                  | 0                  | КЛ+ПАК               | 0+1                  | 0                    |               | -             | -             | 16     | 0      |        |
| 2017                            | «Атлетіко Насьйональ»           | A                               | 30        | 0         | КК                 | 4                  | 0                  | КЛ                   | 3                    | 0                    |               | -             | -             | 37     | 0      |        |
| 2018                            | «Атлетіко Насьйональ»           | A                               | 11        | 0         | КК                 | 3                  | 0                  | КЛ                   | 0                    | 0                    | СЛ            | 2             | 0             | 16     | 0      |        |
| січ.-лип. 2019                  | «Атлетіко Насьйональ»           | A                               | 5         | 0         | КК                 | 0                  | 0                  |                      | -                    | -                    |               | -             | -             | 5      | 0      |        |
| Усього за «Атлетіко Насьйональ» | Усього за «Атлетіко Насьйональ» | Усього за «Атлетіко Насьйональ» | 61        | 0         |                    | 7                  | 0                  |                      | 4                    | 0                    |               | 2             | 0             | 74     | 0      |        |
| 2019–20                         | «Генк»                          | ПЛ                              | 20        | 0         | КБ                 | 2                  | 0                  | ЛЧ                   | 4                    | 0                    | СКБ           | 1             | 0             | 27     | 0      |        |
| 2020–21                         | «Генк»                          | ПЛ                              | 34        | 0         | КБ                 | 4                  | 0                  |                      | -                    | -                    |               | -             | -             | 38     | 0      |        |
| Усього за «Генк»                | Усього за «Генк»                | Усього за «Генк»                | 54        | 0         |                    | 6                  | 0                  |                      | 4                    | 0                    |               | 1             | 0             | 65     | 0      |        |
| Усього за кар'єру               | Усього за кар'єру               | Усього за кар'єру               | 115       | 0         |                    | 13                 | 0                  |                      | 8                    | 0                    |               | 3             | 0             | 139    | 0      |        |